# Gabriele Gorzka
Gabriele Gorzka (* 1949 in Gelsenkirchen) ist eine deutsche Osteuropaforscherin. Sie war von 1990 bis 1994 Vizepräsidentin der Universität Kassel.

## Werdegang
Gabriele Gorzka studierte von 1969 bis 1975 Slawistik und Anglistik an der Philipps-Universität Marburg und an der University of Exeter, England.
Nach dem 1. Staatsexamen für das Lehramt an Gymnasien in den Fächern Russisch, Englisch, Pädagogik 1975 promovierte sie 1979 zum Dr. phil. in Slavistik an der Philipps-Universität Marburg.
Von 1978 bis 1990 war sie wissenschaftliche Mitarbeiterin am Zentrum für Berufs- und Hochschulforschung an der Universität Kassel und Lehrbeauftragte am Fachbereich Gesellschaftswissenschaften der Universität Kassel mit dem Schwerpunkt Osteuropäische Geschichte.
1990 wurde sie zur Vizepräsidentin der Universität Kassel gewählt mit Zuständigkeit für Lehr- und Studienangelegenheiten, internationale Beziehungen, die Förderung des wissenschaftlichen Nachwuchses und von Frauen in Studium und Lehre. 1992 wurde sie für weitere zwei Jahre in diesem Amt wiedergewählt.
Von 1995 bis 1996 hatte sie eine Gast-Dozentur für „Osteuropäische Geschichte“ am Institut für Geschichte der Universität Basel, Schweiz.
1994 bis zu ihrer Pensionierung 2016 leitete sie das Ost-West-Wissenschaftszentrum der Universität Kassel.

## Forschungsschwerpunkte
Gabriele Gorzka beschäftigte sich in der Forschung mit Aspekten der Sozial- und Kulturgeschichte der frühen Sowjetunion sowie dem Wissenschafts- und Forschungsstandort Russland.

## Mitgliedschaften und Funktionen
- 1985–1997: Mitglied im Konvent der Universität Kassel, 1986–1988 Mitglied im Konventsvorstand
- 1987–1994: Präsidentin der Deutsch-Sowjetischen/Russischen Gesellschaft e.V. Kassel
- 1991–2004: Vorsitzende/Zweite Vorsitzende:des Ost-West-Zentrums Kassel e.V.
- 1989–2014: Koordinatorin der Kulturellen Begegnungsstätte Kassel-Jaroslavl in Jaroslavl (Russland)
- 2011–2013: Mitglied im Vorstand der Deutschen Gesellschaft für Osteuropakunde (DGO)
- 2005–2015: Leitung der Zweigstelle Göttingen-Kassel der Deutschen Gesellschaft für Osteuropakunde (DGO)

## Auszeichnungen
- 2004: Ehrenplakette der Stadt Jaroslavl anlässlich der 10-Jahr-Feier für die Begegnungsstätte Kassel-Jaroslavl
- 2009: Verdienstorden des Russischen Außenministeriums für Verdienste um die kulturell-wissenschaftliche Verständigung zwischen Deutschland und Russland
- 2010: Ehrenbrief und Silberner Bär der Stadt Jaroslavl für langjährige Verdienste um die kulturelle Zusammenarbeit.

## Veröffentlichungen
- A. Bogdanov und der russische Proletkult. Theorie und Praxis einer sozialistischen Kulturrevolution. Frankfurt/M.: Campus, 1980. (315 S.).
- Arbeiterkultur in der Sowjetunion. Industriearbeiter-Klubs 1917–1929. Ein Beitrag zur sowjetischen Kulturgeschichte. Berlin: Berlin Verlag, 1989 (Osteuropaforschung, 26) (553 S.).
- (Hg.): Kultur im Stalinismus. Sowjetische Kultur und Kunst der 1930er bis 50er Jahre. Bremen: Edition Temmen, 1994 (267 S.).
- Hg. mit SCHULZE, Peter W.: Auf der Suche nach einer neuen Identität. Rußland an der Schwelle zum 21. Jahrhundert. Bremen: Edition Temmen, 1998 (294 S.).
- Hg. mit STANG Knut: Der Vernichtungskrieg im Osten – Verbrechen der Wehrmacht in der Sowjetunion aus Sicht russischer Historiker. (Ost-West-Dialog 3). Kassel: Kassel University Press, 1999 (154 S.).
- Hg. mit SCHULZE, Peter W.: Russlands Weg zur Zivilgesellschaft. Bremen: Edition Temmen, 2000 (256 S.).
- Hg. mit SCHULZE, Peter W.: Russlands Perspektive. Ein starker Staat als Garant von Stabilität und offener Gesellschaft. Bremen: Edition Temmen, 2002 (352 S.).
- Hg.: Transformation der Wissenschaften in Mittel- und Osteuropa. Polen – Rumänien – Russland – Slowakei – Tschechien – Ungarn. (Ost-West-Dialog 6). Kassel, Kassel University Press, 2003 (222 S.).
- Hg. mit:SCHULZE, Peter W.: Wohin steuert Russland unter Putin? Der autoritäre Weg in die Demokratie. Frankfurt/M.: Campus Verlag, 2004. (419 S.).
- Hg. mit LANZENDORF, Ute: Russlands Hochschulen und Forschungseinrichtungen auf dem Weg nach Europa. Eine aktuelle Bestandsaufnahme. (Ost-West-Dialog 9). Kassel: Kassel University Press, 2006. (122 S.).
- Hg. mit BUHBE, Matthes: Russland heute. Rezentralisierung des Staates unter Putin. Wiesbaden: VS Verlag, 2007. (314 S.).
- (Hg.): Knowledge Transfer. The New Core Responsibility of Higher Education Institutions. Practice and Perspectives in Russia and Germany. Kassel: Kassel University Press 2012. (242 S.).
- Zwischen Annäherung und Distanz: 30 Jahre Deutsch-Russische Kulturbeziehungen (1988–2018) am regionalen Beispiel Kassel. Kassel: Kassel University Press 2018. (115 S.).